# Janis Sturnaras
Janis Sturnaras, grec. Γιάννης Στουρνάρας (ur. 10 grudnia 1956 w Atenach) – grecki ekonomista i nauczyciel akademicki, profesor, w 2012 minister rozwoju, od 2012 do 2014 minister finansów, następnie prezes Banku Grecji.

## Życiorys
Ukończył w 1978 studia ekonomiczne na Uniwersytecie Narodowym im. Kapodistriasa w Atenach. Magisterium (1980) i doktorat (1982) uzyskiwał na Uniwersytecie Oksfordzkim, na który pracował do 1986 (w St Catherine’s College i Oxford Institute for Energy Studies). Został nauczycielem akademickim na macierzystej uczelni, na której objął stanowisko profesora ekonomii.
W latach 1986–1989 był doradcą ministra gospodarki i finansów, następnie do 1994 pracował w greckim banku centralnym jako doradca do spraw polityki pieniężnej. Od 1994 do 2000 kierował radą doradców ekonomicznych w resorcie gospodarki i finansów. W międzyczasie wchodził w skład zarządu publicznego przedsiębiorstwa gazowego DEPA. Od 2000 zatrudniony w sektorze prywatnym, m.in. w latach 2000–2004 jako dyrektor generalny zarządzał bankiem Emporiki, był też wiceprezesem zrzeszenia greckich banków i dyrektorem generalnym fundacji IOBE zajmującego się badaniami nad gospodarką i przemysłem.
Od maja do czerwca 2012 sprawował urząd ministra rozwoju, konkurencji i gospodarki morskiej w technicznym rządzie Panajotisa Pikramenosa. Pozostał następnie w składzie rządu Andonisa Samarasa jako minister finansów, stanowisko to zajmując do czerwca 2014. W tym samym miesiącu powołany na prezesa Banku Grecji.